# Municipio de Lake (condado de Codington)
El municipio de Lake (en inglés: Lake Township) es un municipio ubicado en el condado de Codington en el estado estadounidense de Dakota del Sur. En el año 2010 tenía una población de 646 habitantes y una densidad poblacional de 11,66 personas por km².

## Geografía
El municipio de Lake se encuentra ubicado en las coordenadas 44°57′26″N 97°9′27″O / 44.95722, -97.15750. Según la Oficina del Censo de los Estados Unidos, el municipio tiene una superficie total de 55.39 km², de la cual 53,79 km² corresponden a tierra firme y (2,89 %) 1,6 km² es agua.

## Demografía
Según el censo de 2010, había 646 personas residiendo en el municipio de Lake. La densidad de población era de 11,66 hab./km². De los 646 habitantes, el municipio de Lake estaba compuesto por el 98,45 % blancos, el 0,15 % eran afroamericanos, el 0,31 % eran amerindios, el 0,15 % eran de otras razas y el 0,93 % eran de una mezcla de razas. Del total de la población el 0,77 % eran hispanos o latinos de cualquier raza.